# Katarrakti
Katarrakti  este un oraș în Grecia în prefectura Ahaia.